# Александар Ковачевић (фудбалер)
Александар Ковачевић (Београд, 9. јануара 1992) српски је фудбалер. Игра на позицији задњег везног.

## Трофеји

### Црвена звезда
- Суперлига Србије (1) : 2013/14.